# ۲۹۸ (پیش از میلاد)
۲۹۸ (پیش از میلاد) ۲۹۸مین سال قبل از تقویم میلادی است.